# Arma antisatellite
Un'arma antisatellite (ASAT) è un'arma spaziale progettata per mettere fuori uso o distruggere satelliti per scopi strategici o tattici. Diverse nazioni possiedono sistemi ASAT operativi e, sebbene nessun sistema ASAT sia ancora mai stato utilizzato in teatro di guerra, alcuni paesi (Stati Uniti d'America, Russia, Cina e India) hanno dimostrato con successo la funzionalità delle proprie armi antisatellite distruggendo satelliti di loro proprietà.
Gli scopi delle armi antisatellite includono: misure difensive contro le armi spaziali e nucleari di un avversario, moltiplicare la forza di un primo attacco nucleare, fungere da contromisura contro la difesa missilistica antibalistica di un avversario (ABM), ridurre i vantaggi di un avversario tecnologicamente superiore e fungere da arma da rappresaglia.

## Storia
Lo sviluppo e la progettazione di armi antisatellite ha seguito diversi percorsi. I primi dispositivi degli Stati Uniti e dell'Unione Sovietica utilizzavano missili sviluppati negli anni 1950 lanciati da terra ma in seguito furono avanzate proposte molto più elaborate.

### Stati Uniti d'America

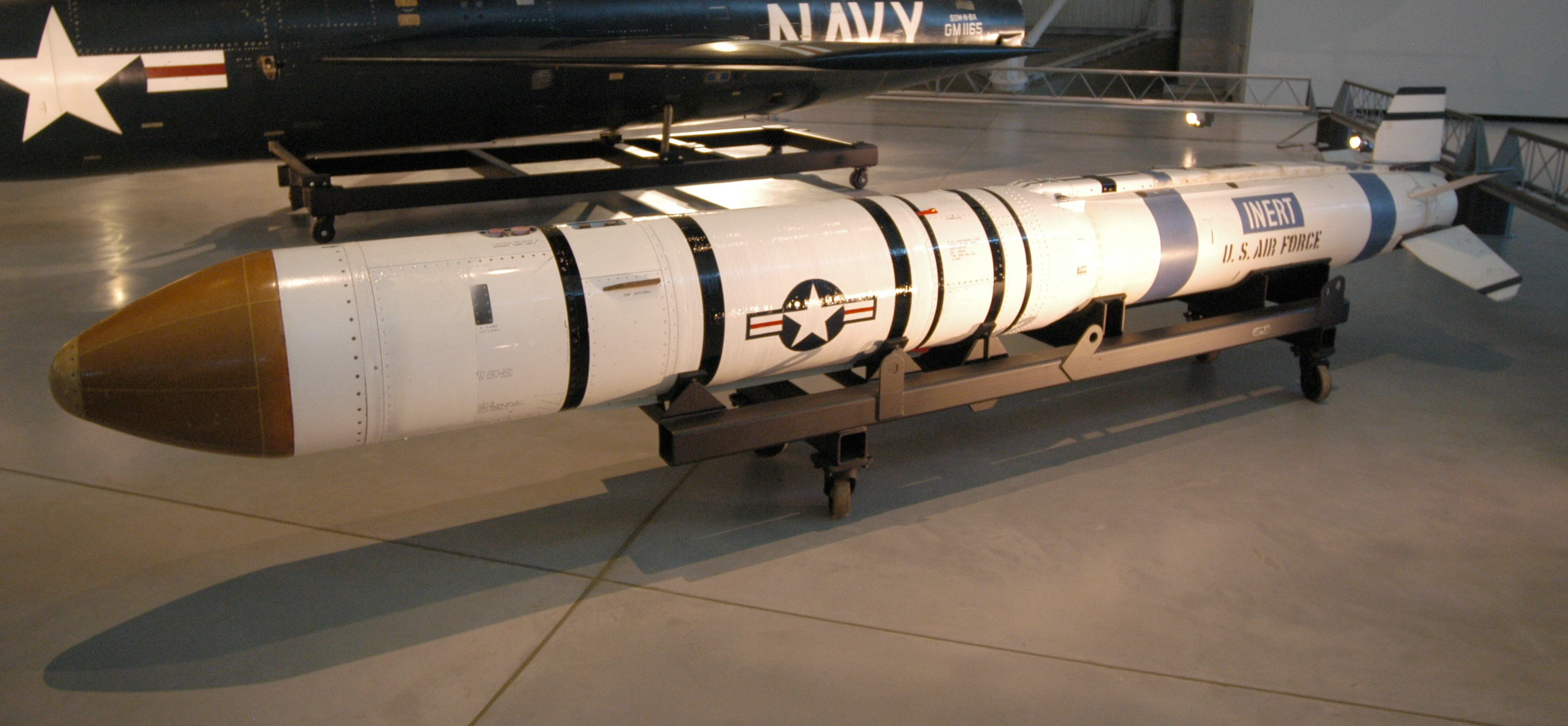
Un missile statunitense ASM-135 ASAT.

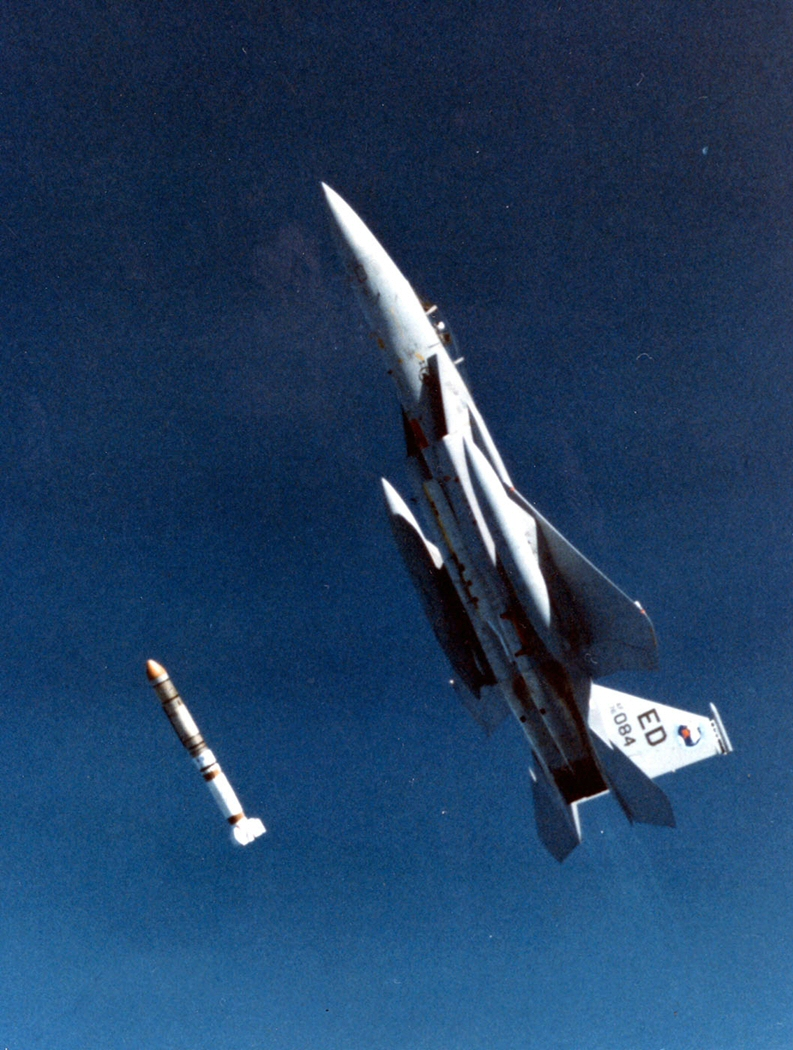
Il lancio del missile ASM-135 ASAT che il 13 settembre 1985 distrusse il P78-1.

Alla fine degli anni 1950, l'aeronautica militare statunitense diede il via a una serie di progetti avanzati per la realizzazione di missili balistici intercontinentali sotto la designazione di Weapon System WS-199A. 
Uno dei progetti realizzati sotto tale designazione fu il missile balistico aviolanciato (ALBM) denominato Bold Orion, realizzato dalla Glenn L. Martin per il B-47 Stratojet a partire dal motore a razzo del missile MGM-29 Sergeant. Tra il 26 maggio 1958 e il 13 ottobre 1959 furono effettuati dodici lanci di prova senza però alcun successo, il che pose fine ai progetti di un ALBM. Il sistema fu quindi modificato con l'introduzione di uno stadio superiore modello Altair X-248 allo scopo di creare un'arma con una portata di 1770 chilometri e fu nuovamente testato in un finto attacco all'Explorer 6, orbitante a un'altitudine di 251 km. Lungo il suo volo, il Bold Orion trasmise continuamente la propria telemetria a terra, emise gas traccianti al fine di aiutare il proprio tracciamento visivo e fu continuamente monitorato via radar. Il missile passò con successo entro 6,4 km dal satellite, una distanza che si sarebbe rivelata utile se il missile fosse stato dotato di testata nucleare ma che non sarebbe stata sufficiente a infliggere alcun danno se avesse invece trasportato una testata convenzionale.
Un progetto simile, realizzato sempre sotto designazione 199A, fu l'High Virgo della Lockheed Corporation, un altro ALBM realizzato per il B-58 Hustler e anch'esso basato sul Sergeant. L'High Virgo fu testato per un ruolo antisatellite il 22 settembre 1959, quando fu lanciato avendo come obiettivo l'intercettazione dell'Explorer 5. Tuttavia, poco dopo il lancio si persero le comunicazioni con il missile e non fu possibile recuperare i gruppi di fotocamere presenti su di esso per vedere se il test avesse avuto successo. In ogni caso, i lavori sui progetti WS-199 si conclusero con il progetto GAM-87 Skybolt, un altro ALBM nucleare, prodotto questa volta dalla Douglas, il cui sviluppo fu abbandonato nel dicembre del 1962 dopo il fallimento di tutti e cinque i primi lanci. Anche i progetti simultanei della marina militare statunitense furono abbandonati, anche se progetti più piccoli continuarono fino ai primi anni 1970.
L'utilizzo di esplosioni nucleari in alta atmosfera per distruggere i satelliti fu preso in considerazione dopo i test dei primi sistemi missilistici convenzionali negli anni 1960. Durante il test Teak, condotto il 31 luglio 1958 nel corso dell'Operazione Hardtack I, gli osservatori notarono gli effetti dannosi dell'impulso elettromagnetico derivante dall'esplosione sulle apparecchiature elettroniche, così fu messo a punto il test Starfish Prime, che fu condotto il 9 luglio 1962 nell'ambito dell'Operazione Fishbowl, parte della più vasta Operazione Dominic, nel corso del quale una testata da 1,4 megatoni di potenza fu fatta esplodere a 400 km di altezza, circa 31 km a sud-ovest dell'atollo Johnston, provocando il danneggiamento di almeno tre diversi satelliti (tra cui il TRAAC e il Transint 4B) e l'interruzione di tutte le comunicazioni nell'Oceano Pacifico per diverse ore. Una versione modificata di un missile nucleare Nike Zeus, inizialmente progettato come missile anti-balistico fu utilizzata come arma ASAT nel 1962. Chiamato in codice "Mudflap" e designato come DM-15S, il missile fu stanziato sull'atollo di Kwajalein, nelle Isole Marshall, fino al 1966, anno in cui il progetto terminò in favore del Programma 437, un progetto di arma antisatellite sviluppato dall'aeronautica militare e basato su missili Thor, in particolare sul PGM-17 Thor, che rimase operativo fino al 6 marzo 1975.
Un'altra area di ricerca è stata invece direzionata sulle armi a energia diretta, inclusa la proposta avanzata nel 1968 da parte del Lawrence Livermore National Laboratory (LLNL) di un laser a raggi X alimentato da un'esplosione nucleare. Altri progetti erano invece basati su laser o maser più convenzionali e furono sviluppati fino a includere l'idea di un satellite recante un laser fisso e uno specchio orientabile per il puntamento e l'abbattimento del bersaglio. Il LLNL portò avanti lo sviluppo di sistemi laser a raggi X finché tale programma non fu cancellato nel 1977 (la ricerca sui laser a raggi X fu tuttavia ripresa durante gli anni 1980 come parte della Strategic Defense Initiative).

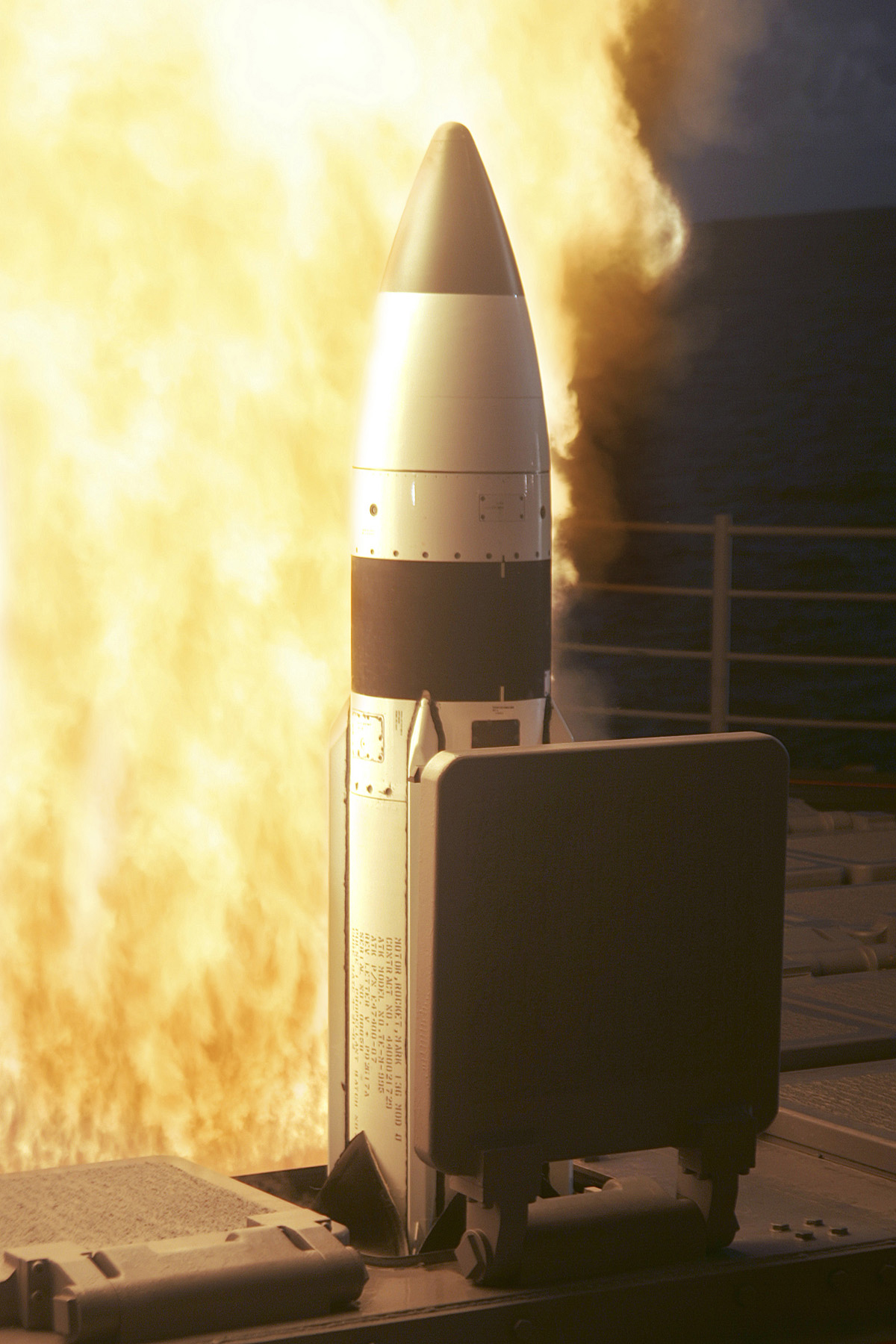
Un RIM-161 Standard Missile 3 lanciato dalla USS Lake Erie, un incrociatore della classe Ticonderoga, nel 2005.

Negli anni successivi agli ASAT fu data una priorità generalmente bassa fino al 1982, quando le informazioni su un programma sovietico di successo divennero di dominio pubblico in Occidente. A tale notizia fu quindi messo in atto un rapido e intenso programma di sviluppo che sfociò nell'ASM-135 ASAT, un missile realizzato dalla Ling-Temco-Vought e basato sull'AGM-69 SRAM con l'aggiunta di uno stadio superiore Altair. Il sistema fu trasportato su un F-15 Eagle modificato a cui il missile fu agganciato direttamente sotto la fusoliera. Il sistema di guida dell'F-15 era stato modificato per la missione in modo da fornire nuove informazioni direzionali attraverso l'head-up display del pilota e permettere aggiornamenti durante il percorso attraverso un collegamento dati. Il primo lancio del nuovo missile antisatellite ebbe luogo nel gennaio 1984, mentre la prima e unica intercettazione riuscita si ebbe il 13 settembre 1985. L'F-15 decollò dalla base aerea Edwards, salì fino a 11613 m e lanciò verticalmente il missile verso il P78-1, un satellite statunitense per ricerche scientifiche dedicate a studi per la previsione del tempo meteorologico spaziale e orbitante a 555 km di quota che era stato lanciato nel 1979. Nonostante tale successo, il programma fu comunque cancellato nel 1988.
Il 21 febbraio 2008, la marina militare statunitense diede il via all'operazione Burnt Frost, nella quale distrusse il malfunzionante satellite spia statunitense USA-193 utilizzando un RIM-161 Standard Missile 3 lanciato da una nave.

### Unione sovietica

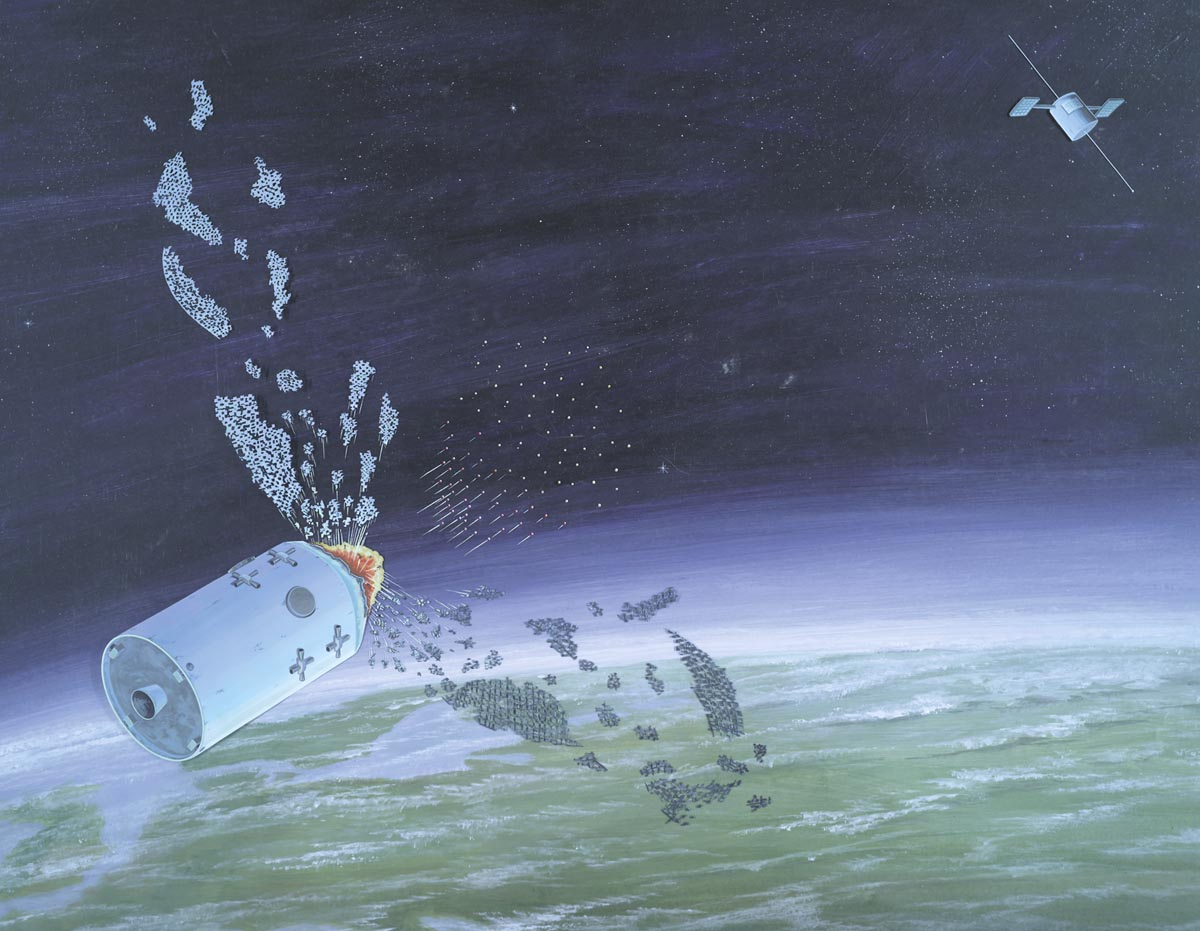
Un'illustrazione realizzata nel 1986 dalla DIA che mostra il sistema IS mentre attacca un bersaglio.

Lo spettro dei bombardamenti via satellite e l'esistenza di missili balistici intercontinentali stimolarono l'Unione Sovietica a considerare la realizzazione di armi spaziali da difesa. L'Unione Sovietica testò per la prima volta l'intercettore Polyot nel 1963 e testò con successo un'arma orbitale antisatellite nel 1968. Secondo alcuni resoconti, Sergej Pavlovič Korolëv iniziò alcuni studi sull'idea delle armi antisatellite nel 1956 presso l'OKB-1, l'ufficio progettazione da lui presieduto, mentre altri attribuiscono i primi studi all'OKB-52, diretto da Vladimir Nikolaevič Čelomej, nel 1959. Quel che è certo è che, all'inizio di aprile 1960, Nikita Sergeevič Chruščëv tenne una riunione nella sua residenza estiva in Crimea in cui fu discussa una serie di questioni relative all'industria della difesa. Qui, Čelomej illustrò il proprio programma missilistico e spaziale, ricevendo il via libera per iniziare lo sviluppo del razzo UR-200, di cui uno dei numerosi utilizzi era quello di lanciatore nel progetto di sistema antisatellite delineato dall'ingegnere sovietico. La decisione d'iniziare a lavorare sull'arma, come parte del programma Istrebitel Sputnikov (IS) (in russo, letteralmente, "intercettore di satelliti"), fu presa nel marzo 1961.
Il sistema IS era "co-orbitale" e puntava ad avvicinarsi al suo bersaglio per poi far esplodere una testata shrapnel sufficientemente vicino da distruggerlo. Quando la traccia a terra del satellite bersaglio passava vicino al sito di lancio, il satellite veniva rilevato e il missile, guidato da un sistema radar di bordo, veniva lanciato e immesso in un'orbita vicina a quella del satellite bersaglio. In un tempo variabile tra i 90 e i 200 minuti (all'incirca da una a due orbite) l'intercettore, del peso di circa 1400 kg, veniva a trovarsi sufficientemente vicino al satellite da poterlo distruggere grazie all'esplosione di una testata shrapnel efficace, si stima, fino a un chilometro di distanza.
I ritardi nel programma missilistico UR-200 spinsero Čelomej a richiedere razzi R-7 per i test del prototipo del sistema IS. Due di questi test furono effettuati il 1º novembre 1963 e il 12 aprile 1964. Più tardi nello stesso anno Chruščëv cancellò il programma UR-200 in favore del programma di sviluppo dell'R-36, costringendo i progettisti del sistema IS a passare a questo lanciatore, la cui versione utile al lancio spaziale fu sviluppata come Tsyklon-2. I ritardi anche in quel programma portarono all'introduzione di una versione più semplice, la 2A, che fu sperimentata per la prima volta come parte del sistema IS il 27 ottobre 1967 e poi ancora il 28 aprile 1968. Ulteriori test furono poi effettuati utilizzando come bersaglio uno speciale veicolo spaziale, il DS-P1-M, che era in grado di registrare il numero di schegge provenienti dalla testata shrapnel esplosa dal sistema IS che lo raggiungevano. In totale il numero di test registrati per il sistema IS, che poi divenne operativo nel febbraio del 1973, fu di 23. Tra questi vi fu la prima intercettazione riuscita di sempre, che avvenne nel febbraio 1970, in cui il bersaglio fu colpito da 32 colpi, ognuno dei quali avrebbe potuto penetrare una corazza spessa 100 mm.
Dopo il 1973, i test del sistema antisatellite sovietico ripresero nel 1976 come risposta al programma statunitense dello Space Shuttle. Alcuni dirigenti dell'industria spaziale sovietica convinsero infatti Leonid Il'ič Brežnev, che era diventato segretario generale del PCUS dal 1966 sostituendo Chruščëv, che lo Shuttle fosse un'arma a singola orbita che avrebbe potuto decollare dalla base aerea Vanderberg, essere pilotata onde evitare gli esistenti siti di missili antibalistici sovietici, bombardare Mosca e quindi atterrare, e Brežnev, di tutta risposta, ordinò la ripresa dei test del sistema IS assieme a quelli di uno Shuttle sovietico, il Buran. Come parte di questo nuovo progetto, il sistema IS fu potenziato al fine di consentire attacchi ad altitudini più elevate e fu dichiarato operativo in questa nuova versione il 1º luglio 1979. Tuttavia, nel 1983, Jurij Vladimirovič Andropov, che era succeduto a Brežnev nel 1982, pose fine a tutti i test del sistema IS e tutti i tentativi di riprenderli ebbero esito negativo. Ironicamente, fu più o meno a questo punto che gli Stati Uniti ricominciarono i propri test in risposta al programma sovietico.

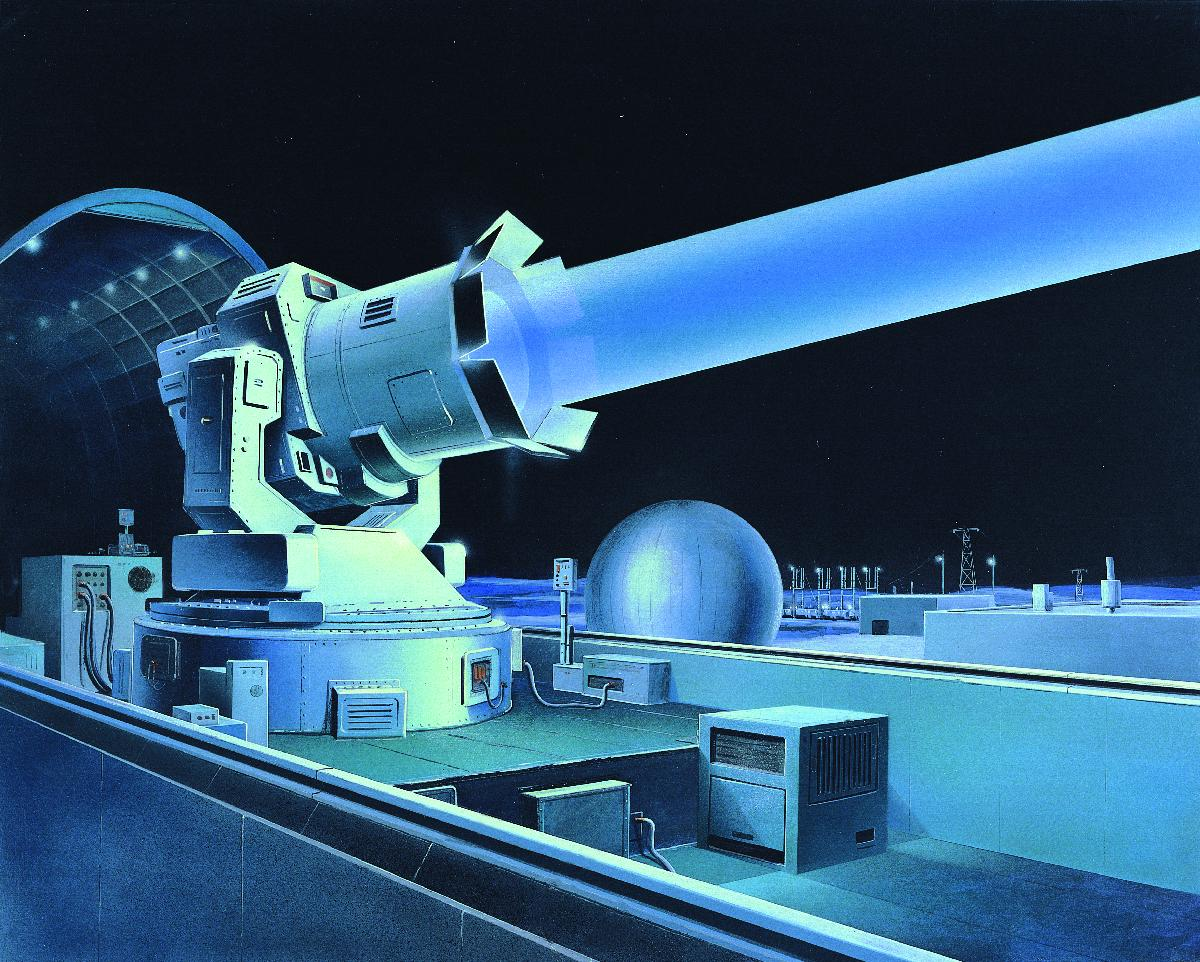
Una rappresentazione dell'installazione laser antisatellite Terra-3 dell'Unione Sovietica.

A partire dagli anni 1970, l'Unione Sovietica sperimentò anche l'utilizzo come arma antisatellite di grandi installazioni laser, tra cui una presente nel sito Terra-3, con cui "accecare" temporaneamente i satelliti statunitensi. A partire dal 1976, con il progetto "Fon", altre ricerche furono invece orientate sull'utilizzo di armi a energia diretta, tuttavia i requisiti tecnici atti alla realizzazione di laser gas-dinamici ad alta potenza e di sistemi a fasci di particelle neutre o cariche, erano ben oltre le capacità dell'epoca.
Nei primi anni 1980, l'Unione Sovietica iniziò anche a sviluppare una controparte del sistema statunitense di arma antisatellite aviolanciata, utilizzando dei Mikoyan MiG-31 modificati come lanciatori e completando almeno sei test di lancio di missili Almaz 79M6 Kontakt come parte del sistema chiamato 30P6 "Kontakt".
L'URSS si adoperò anche per dotare i propri mezzi di dispositivi atti a contrastare le armi antisatellite degli avversari. Un esempio di questo fu il 11F19DM Skif-DM/Polyus, una stazione da battaglia orbitante equipaggiata con un laser atto a respingere eventuali missili antisatellite in avvicinamento "accecando" i loro sensori. La stazione fu lanciata il 15 maggio 1987 ma la messa in orbita fallì e il Polyus precipitò nel Pacifico meridionale.
Nel 1987, fu mostrato a Michail Gorbačëv, in visita al cosmodromo di Bajkonur, il sistema antisatellite "Naryad" (in russo "Sentinella"), conosciuto come 14F11, che faceva uso di razzi UR-100N come lanciatori.

## Le armi antisatellite nell'era della difesa strategica
La Strategic Defense Initiative (SDI), proposta nel 1983, si concentrò principalmente sullo sviluppo di sistemi di difesa dalle testate nucleari, tuttavia alcune delle tecnologie sviluppate in quell'ambito poterono tornare utili anche per l'uso antisatellite. La SDI diede infatti un forte impulso ai programmi statunitensi per lo sviluppo di sistemi missilistici antibalistici (indirettamente ciò diede stimolo anche al programma sovietico), sistemi per cui furono adattate alcune delle tecnologie ASAT già sperimentate e che poi furono a loro volta adattati per lo sviluppo di nuovi sistemi antisatellite. In quest'ottica, il piano iniziale degli Stati Uniti era quello di utilizzare la testata MHV (Miniature Homing Vehicle), già precedentemente sviluppata, come base per una costellazione di circa 40 piattaforme satellitari recanti un totale di 1 500 intercettori cinetici. Nel 1988 il progetto statunitense si era evoluto in un progetto da svilupparsi in quattro fasi. La prima di questa, che nelle intenzioni avrebbe dovuto essere completata entro il 2000 al costo di 125 miliardi di dollari, sarebbe stata la realizzazione del sistema di difesa Brilliant Pebbles, una costellazione satellitare costituita da 4 600 intercettori cinetici (KE ASAT), pesanti ognuno 45 kg, posti in orbita terrestre bassa e dai loro sistemi di tracciamento. La fase successiva avrebbe visto lo schieramento delle piattaforme più grandi e le fasi seguenti avrebbero incluso la realizzazione di laser e armi a fasci di particelle cariche che sarebbero state sviluppate a partire da progetti esistenti quali il MIRACL.
Benché ricerche sia statunitensi, sia sovietiche, stessero dimostrando che i requisiti per la realizzazione quantomeno dei sistemi d'arma a energia diretta con cui equipaggiare le piattaforme orbitali erano, con le tecnologie del tempo, quasi del tutto impossibili da raggiungere, le implicazioni strategiche di una possibile e imprevista svolta tecnologica costrinsero l'URSS a inserire una massiccia spesa per la ricerca nel dodicesimo piano quinquennale, ponendo tutte le varie parti del progetto sotto il controllo del GUKOS e stabilendo come data di approntamento del sistema lo stesso anno previsto dagli USA: il 2000. All fine fu proprio l'Unione Sovietica ad avvicinarsi per prima alla messa in orbita di una stazione sperimentale orbitante dotata di laser con il lancio, fallito, della già citata stazione Polyus.
A partire dal 1989, entrambi i paesi hanno iniziato a ridurre le spese e la Federazione Russa decise d'interrompere tutte le ricerche relative alla realizzazione di uno scudo spaziale nel 1992. Tuttavia, diverse fonti hanno riferito che la ricerca e lo sviluppo sia dei sistemi antisatellite, sia di altre armi spaziali, sono ripresi sotto il governo di Vladimir Putin come risposta ai rinnovati sforzi di difesa strategica degli Stati Uniti successivi al Trattato anti missili balistici, sforzi che, tuttavia, non sono stati del tutto chiariti; certo è che gli USA hanno iniziato a lavorare su una serie di programmi che potrebbero essere fondamentali per un sistema spaziale di armi antisatellite. Tali programmi includono, ad esempio, il sistema spaziale sperimentale USA-165 e il Near Field Infrared Experiment (NFIRE).

## Armi antisatellite recenti

### Armi antisatellite cinesi

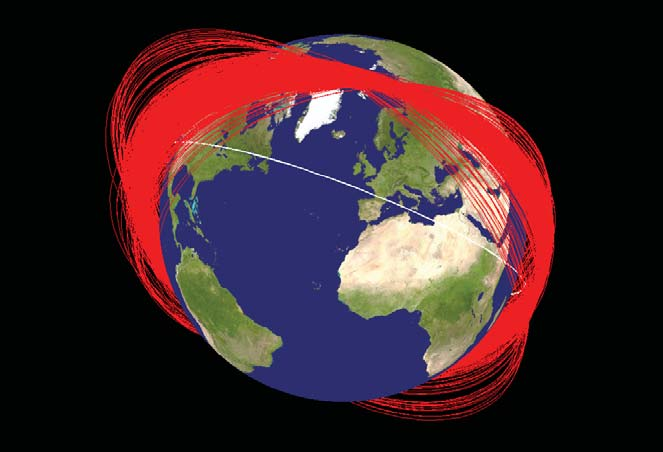
Le orbite conosciute dei detriti del satellite Fengyun-1C un mese dopo la sua disintegrazione ad opera di un missile antisatellite cinese.

Alle 22:28 UTC dell'11 gennaio 2007, la Repubblica Popolare Cinese ha portato a termine con successo la distruzione di un satellite meteorologico cinese ormai in disuso, il FY-1C, colpendolo con un missile antisatellite SC-19 dotato di testata cinetica, un dispositivo simile, nel principio di funzionamento, all'Exoatmospheric Kill Vehicle statunitense. L'FY-1C era un satellite del peso di 750 kg e orbitante a un'altezza di 865 km su un'orbita polare, che era stato lanciato nel 1999 come quarto satellite della serie Fengyun. Il missile è stato lanciato da un veicolo TEL presso il Centro spaziale di Xichang e la testata ha distrutto il satellite colpendolo frontalmente a una velocità relativa estremamente elevata. Si ritiene che lo stesso sistema SC-19 sia stato poi nuovamente testato almeno nel 2005, 2006, 2010 e 2013, sebbene nessuno di quegli eventi abbia creato detriti a lunga permanenza in orbita.
Nel maggio 2013, il governo cinese ha annunciato il lancio di un razzo suborbitale dotato di strumenti scientifici per lo studio della ionosfera superiore, tuttavia fonti governative statunitensi lo hanno descritto come il primo test di un nuovo sistema di arma antisatellite con partenza da terra. Il 5 febbraio 2018, poi, la Cina ha testato un missile balistico esoatmosferico potenzialmente utilizzabile come arma antisatellite, il Dong Neng-3, tuttavia anche in quella occasione i media governativi hanno comunicato che il test, che aveva raggiunto gli obiettivi desiderati, era puramente difensivo.

### Armi antisatellite statunitensi

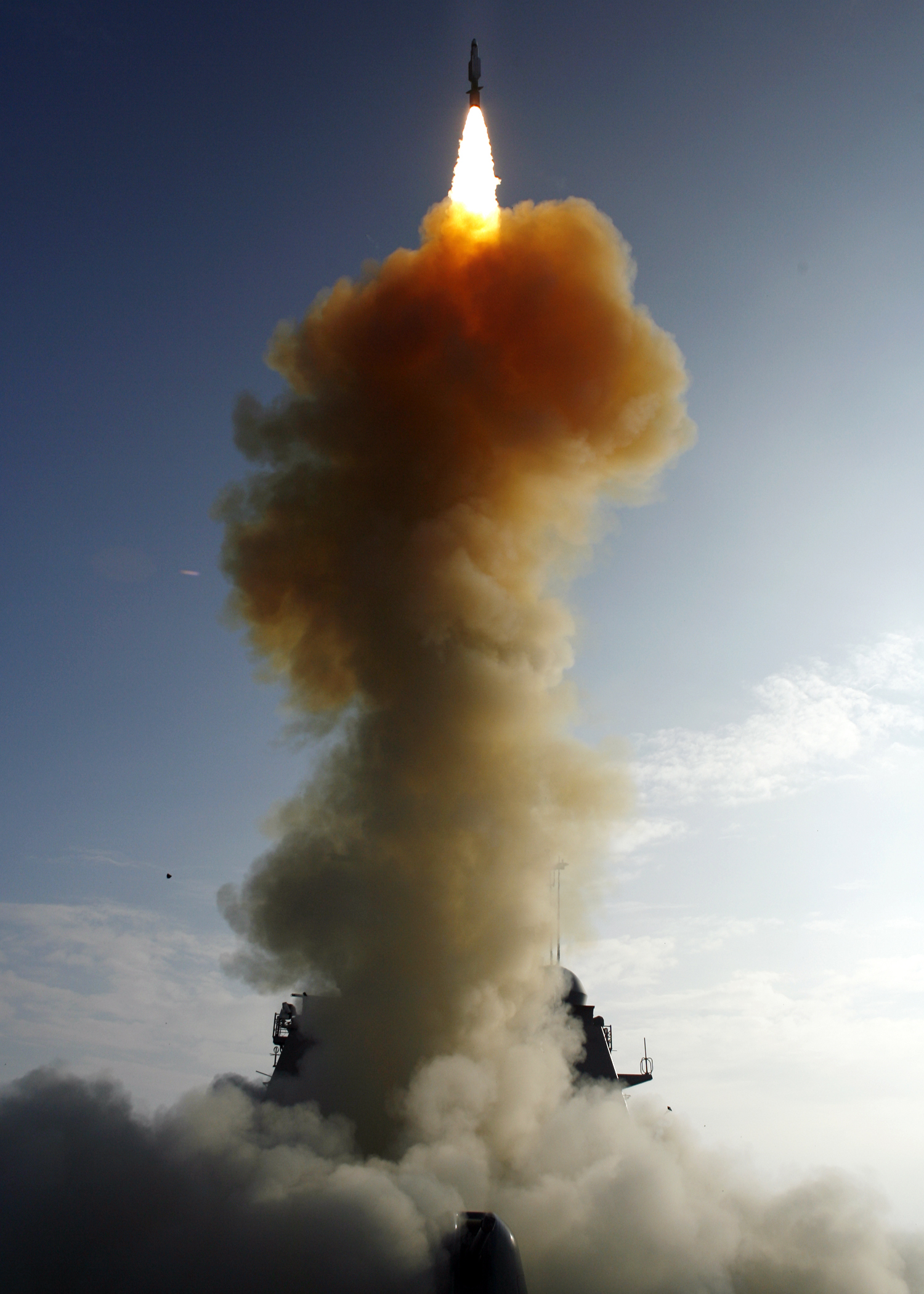
Il lancio del missile RIM-161 Standard missile 3 usato per distruggere il satellite USA-193.

L'USA-193 è stato un satellite spia lanciato il 14 dicembre 2006 grazie a un razzo Delta II dalla base aerea Vandenberg Air Force Base. Circa un mese dopo il lancio fu riferito che i contatti con il satellite erano stati irrimediabilmente persi e nel gennaio 2008 fu comunicato che il satellite stava decadendo dall'orbita a una velocità di circa 500 m al giorno. Il 14 febbraio 2008, è stato riferito che era stato ordinato alla marina militare statunitense di abbattere il satellite con un missile ABM RIM-161 Standard Missile 3 utilizzato quindi come arma antisatellite.
Stando a quanto affermato dal governo degli Stati Uniti, la ragione principale per distruggere il satellite erano stati i circa 450 kg di carburante a base di idrazina contenuti in esso, i quali avrebbero potuto comportare rischi per la salute delle persone nelle immediate vicinanze di un eventuale schianto al suolo. Il 20 febbraio 2008, è stato annunciato che il lancio del missile era stato effettuato con successo e che era stata osservata un'esplosione coerente con la distruzione del serbatoio del carburante.

### Armi antisatellite russe
Secondo funzionari della difesa statunitense, il 28 novembre 2015 la Russia ha effettuato con successo il test di volo di un missile antisatellite ad ascesa diretta noto come PL-19 Nudol, che sarebbe poi stato nuovamente testato nel maggio 2016, venendo lanciato dal cosmodromo di Pleseck. In altre due occasioni, il 26 marzo e 23 il dicembre 2018, il missile sarebbe stato sparato da un veicolo TEL.
Già nel settembre 2018 era però stata data la notizia di un nuovo tipo di missile antisatellite trasportato da un MiG-31.
Il 15 aprile 2020, funzionari statunitensi hanno affermato che la Russia ha condotto un test di arma antisatellite con un missile ad ascesa diretta che potrebbe distruggere veicoli spaziali o satelliti in orbita terrestre bassa, a questo test ne è seguito un altro il 16 dicembre 2020.

### Armi antisatellite indiane

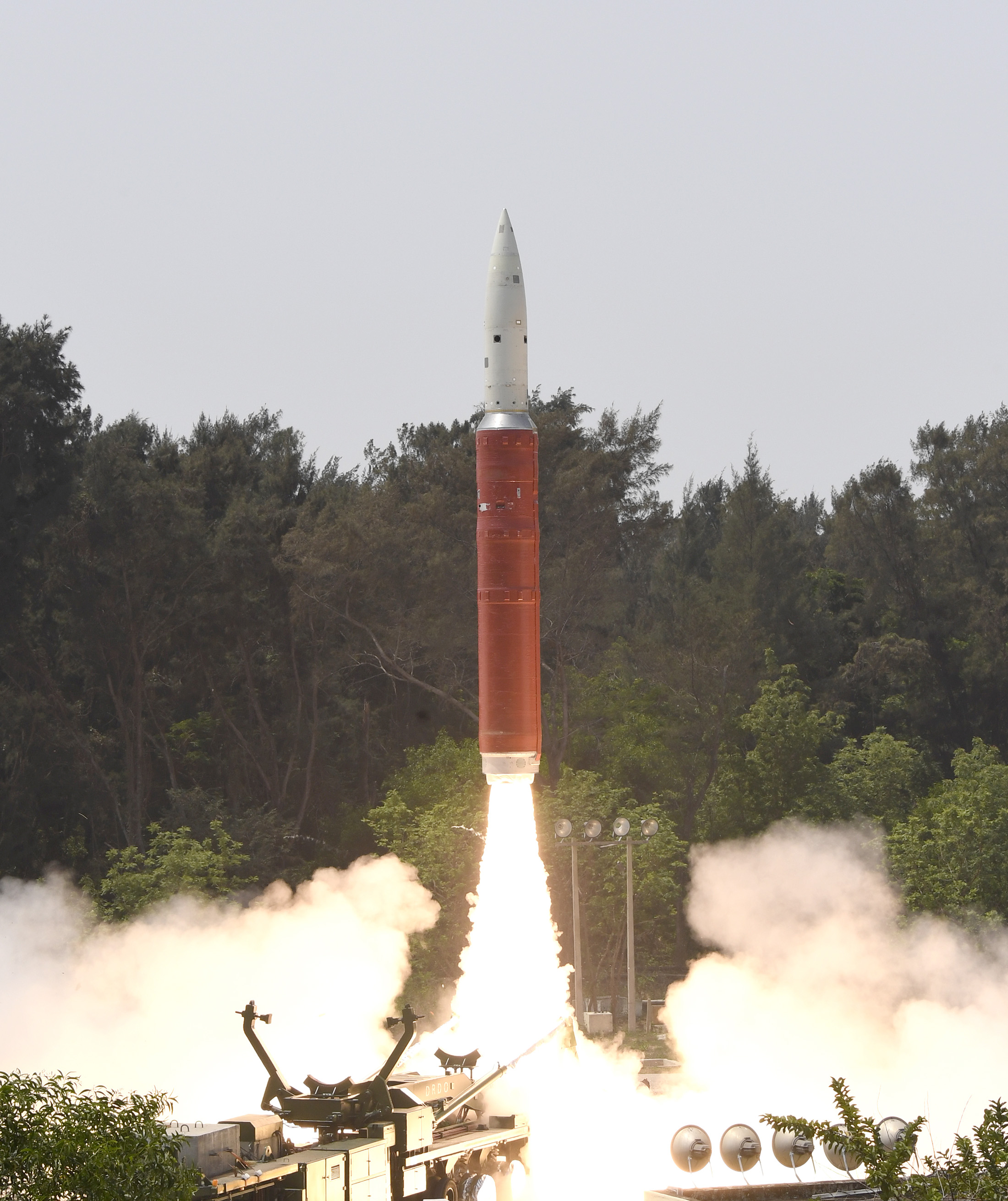
Il lancio di un intercettore PDV Mk-II per armi antisatellite effettuato il 27 marzo 2019.

Nell'aprile 2012, il presidente della Defence Research and Development Organisation (DRDO), un'ala di ricerca dei servizi di difesa indiani, V. K. Saraswat ha dichiarato che l'India possedeva le tecnologie necessaria alla realizzazione di un'arma antisatellite, dai radar agli intercettori sviluppati per il programma indiano di difesa antibalistica. Nel luglio 2012, Ajay Lele, un membro dell'istituto indiano per gli studi della difesa, ha scritto che il test di un sistema d'arma antisatellite avrebbe rafforzato la posizione dell'India nel caso in cui fosse stato istituito un regime internazionale per controllare la proliferazione di armi antisatellite simile al Trattato di non proliferazione nucleare. Egli suggerì inoltre che la realizzazione di test contro un satellite in orbita bassa appositamente lanciato non avrebbe potuto essere considerata irresponsabile dagli altri paesi.
Il 27 marzo 2019, l'India ha condotto con successo un test di arma antisatellite in un'operazione chiamata in codice "Missione Shakti".
L'intercettore, lanciato intorno alle 05:40 UTC presso l'Integrated Test Range (ITR) di Chandipur, nello stato dell'Orissa, ha colpito e distrutto il suo bersaglio, il satellite Microsat-R, appositamente immesso a una quota di 300 chilometri, in orbita terrestre bassa, 168 secondi dopo essere stato lanciato. In una dichiarazione rilasciata dopo il test, il ministero degli affari esteri indiano ha detto che il test è stato condotto a bassa quota per garantire che i detriti risultanti "decadessero dalla loro orbita e cadessero sulla Terra nel giro di poche settimane". Con questo test, l'India è diventata la quarta nazione ad avere nel suo arsenale armi in grado di abbattere un satellite. In una dichiarazione al riguardo, il governo indiano ha ribadito che questa sua capacità sarà usata solamente come deterrente, non essendo diretta contro nessuna nazione in particolare. La Russia ha ufficialmente preso atto della dichiarazione dell'India sul fatto che il test non era mirato contro nessuna nazione e ha invitato l'India a unirsi alla proposta russo-cinese di un trattato contro la militarizzazione dello spazio.

### Armi antisatellite israeliane

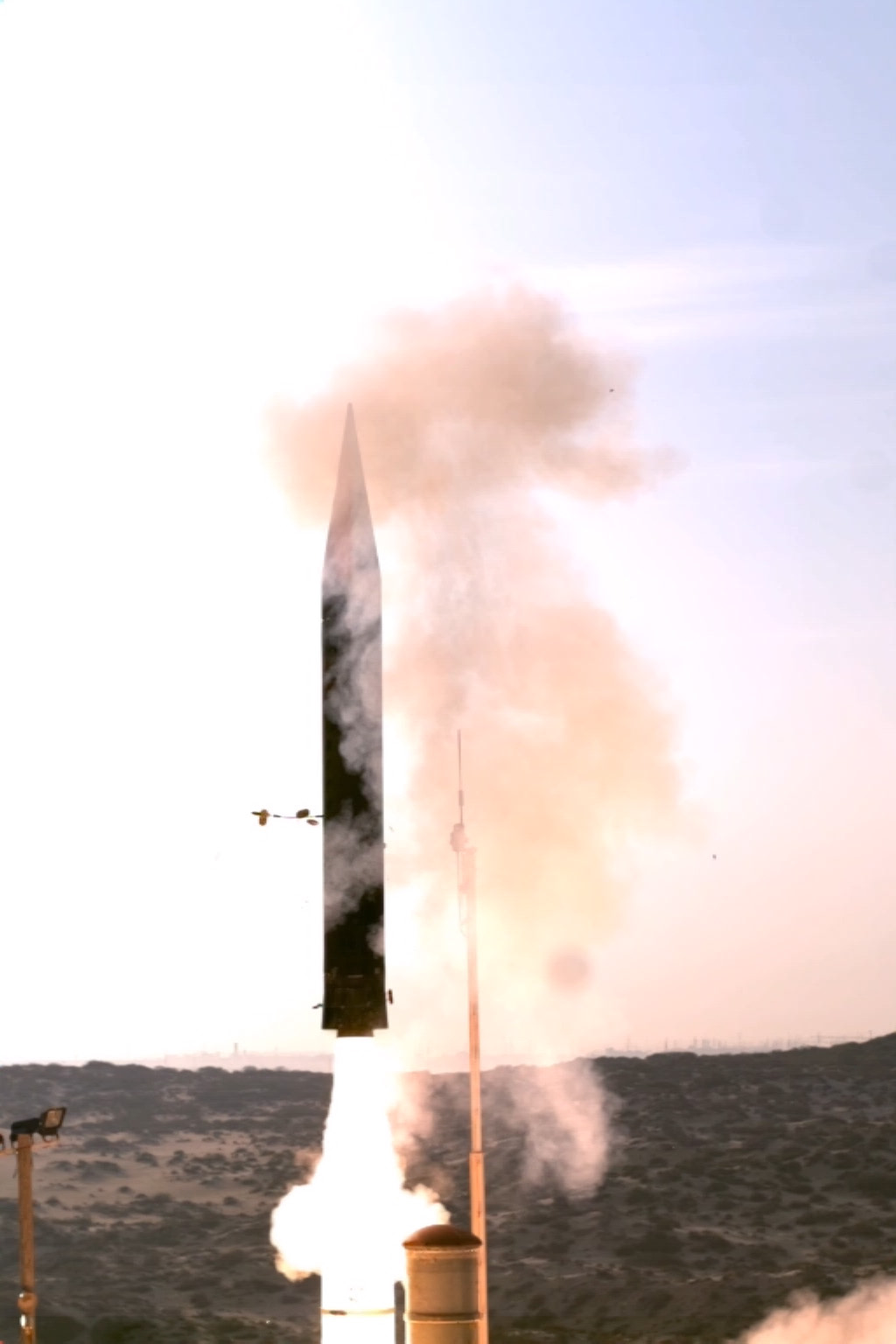
Il missile Arrow 3.

L'Arrow 3, talvolta citato come Hetz 3, è un missile antibalistico attualmente in servizio presso le forze di difesa israeliane. Il missile è in grado di effettuare intercettazioni esoatmosferiche di missili balistici e si ritiene inoltre (come dichiarato da Yitzhak Ben Yisrael, presidente dell'Agenzia spaziale israeliana), che potrà operare anche come arma antisatellite.

## Limiti delle armi antisatellite
Sebbene sia stato affermato che se in un conflitto un paese intercettasse i satelliti di un avversario, ciò potrebbe seriamente ostacolare le operazioni militari di quest'ultimo, la facilità di abbattere satelliti orbitanti e l'effetto di tali abbattimenti sulle operazioni sono comunque stati messi in discussione. Sebbene in diversi test i satelliti orbitanti a bassa quota siano stati intercettati con successo, il tracciamento dei satelliti militari per un certo periodo di tempo potrebbe essere complicato da misure difensive come i cambiamenti di inclinazione. A seconda della capacità di tracciamento, l'intercettore dovrebbe pre-determinare il punto di impatto compensando il movimento laterale del satellite e il tempo per l'intercettore di raggiungere la quota necessaria e poi arrivare al bersaglio. I paesi dotati di satelliti di intelligence, sorveglianza e ricognizione, che nel caso statunitense orbitano a circa 800 km di quota e si muovono a 7,5 km/s, possiedono spesso anche una vasta gamma di aerei da ricognizione, con e senza equipaggio, che potrebbero eseguire missioni a quote spesso irraggiungibili dalla comuni difese antiaeree terrestri dell'avversario, e l'abbattimento di un satellite spia in teatro di guerra potrebbe quindi non essere un fattore determinante.
I satelliti della rete GPS e quelli per le telecomunicazioni orbitano invece a quote ben più alte, rispettivamente di circa 20000 km e di circa 36000 km, il che li pone al di fuori della portata dei missili balistici intercontinentali. Veicoli spaziali a propellente liquido potrebbero certamente raggiungere tali quote ma il loro lancio richiede molto tempo e potrebbero comunque essere attaccati a terra prima di poter essere lanciati in rapida successione. I satelliti della costellazione GPS sono disposti su sei diversi piani orbitali, su ognuno dei quali sono presenti almeno 4 satelliti, e lavorano in ridondanza, ossia ci sono satelliti supplementari che migliorano la precisione del sistema fornendo misure ridondanti; ciò significa che un attaccante dovrebbe disabilitare almeno sei satelliti per interrompere la rete. Anche se ciò avvenisse, la degradazione del segnale durerebbe solo 95 minuti, lasciando poco tempo per intraprendere un'azione molto decisiva, inoltre i sistemi di navigazione inerziale di backup (INS) presenti ad esempio sugli aeromobili, sulle navi e persino sui missili del nemico, garantirebbero comunque a quest'ultimo la possibilità di effettuare movimenti relativamente accurati. Per quanto riguarda le comunicazioni, in teatro di guerra di fatto solo le comunicazioni strategiche dipendono dai satelliti, di conseguenza, qualora un satellite per telecomunicazioni venisse abbattuto, un gruppo da battaglia potrebbe comunque svolgere la propria missione anche in assenza di una guida diretta da parte dell'autorità di comando nazionale. L'abbattimento di un satellite per comunicazioni potrebbe quindi rivelarsi addirittura controproducente per l'attaccante, poiché, nel caso in cui tra le parti si giungesse a un accordo, la parte a cui sono state impedite le comunicazioni strategiche potrebbe non riuscire a comunicare lo stop a un eventuale gruppo da battaglia pronto all'attacco.